# باراكودا أصفر الذيل
باراكودا أصفر الذيل (الاسم العلمي: Sphyraena flavicauda) نوع من أنواع أسماك الباراكودا، ويعتبر هذا النوع من الأنواع الأصغر حجما بين أسماك الباراكودا، التي تنتمي لعائلة العقام، يتواجد هذا النوع من الأسماك في مناطق غرب المحيط الهادي - المحيط الهندي، وقد اجتاحت هذه الأسماك البحر الأبيض المتوسط عن طريق قناة السويس من البحر الأحمر، مما يجعلها نوع من أنواع الأسماك التي تهاجر هجرة لسبسية.

## الوصف
شكل جسم أسماك باراكودا الذيل الأصفر هو ممتدد، لدى هذه الأسماك زعانف ظهرية مفصولة (متباعدة) جيدًا، الزعنفة الظهرية الأمامية تحتوي على خمسة أشواك فقرية، حيث تكون الشوكة الأولى هي الأطول. نقطة بداية الزعنفة الظهرية الثانية متواجدة أمام نقطة بداية الزعنفة الشرجية بمسافة صغيرة جدا. تتواجد الزعنفة الحوضية في المنطقة التي أسفل طرف الزعنفة الصدرية، والتي بدورها تكون موجودة أمام نقطة البداية للزعنفة الظهرية الأمامية. رأس هذه الأسماك حجمه كبير، ويكون شكله مسطح قليلاً نحو الخلف ولديها عينان كبيرتان، مقدمة رأسها شكله مدبب، ويكون لدى هذه الأسماك فكان طويلان، حيث يكون الفك السفلي بارز. في الجزء الأمامي من الفك العلوي؛ توجد عدة أسنان شبيهة بالأنياب، يتبعها بعد ذلك 4-5 أسنان حادة تشكل صفًا واحدًا على العظم الحنكي، يلي ذلك صف واحد من الأسنان الأصغر حجما على قادمة الفك العلوي. يحتوي الفك السفلي على سن واحد كبير يشبه أسنان الكلاب، ويتواجد هذا السن في ذروة فكه وبجانبه صفين من الأسنان الحادة الأصغر حجما على طول كل جانب من جانبي الفك السفلي. لون هذه الأسماك يظهر نمط تظليل مضاد؛ أي لون جسمها في القسم العلوي يكون أغمق من لونه في القسم السفلي، حيث يكون لون ظهر هذه الأسماك رمادي بينما لون جانبها السفلي هو أبيض، وأحيانًا، يظهر على أجنابها لون أصفر باهت، بينما أطراف الذيل يكون لونها أسود. يمكن أن تنمو هذه الأسماك إلى طول يبلغ حوالي 60 سم، ولكن الطول المعتاد لها يبلغ حوالي 35-40 سم.

## التوزيع
تتواجد أسماك باراكودا الذيل الأصفر في المناطق التي تمتد من البحر الأحمر شرقًا ومن ثم عبر المحيط الهندي والمحيط الهادئ وصولا إلى ساموا، الحد الشمالي لنطاق تواجد وتوزيع هذه الأسماك هو جزر ريوكيو، والحد الجنوبي لنطاق تواجدها وتوزيعها هو حول الحيد المرجاني العظيم. تم توثيق وجود هذا النوع من الأسماك لأول مرة في البحر الأبيض المتوسط بالقرب من ساحل فلسطين، وكان ذلك في عام 1992، ووصلت هذه الأسماك إلى مياه جزيرة رودس بحلول عام 2002، ووصلت مياه ليبيا بحلول عام 2005. قام هذا النوع من السمك بالتكاثر وتأسيس مجموعات له في البحر الأبيض المتوسط، ولكنه؛ لا يزال نادر الوجود نسبيًا هناك، مع أن وضعه الحقيقي في هذا البحر من حيث الأعداد من الممكن أن يكون مغلوط، بسبب الارتباك والأخطاء بالتفريق بينه وبين أنواع شبيهة به من أسماك الباراكودا الأخرى التي تعيش أيضا في البحر الأبيض المتوسط وفي نفس المناطق وبنفس الأوقات، (أي أن نطاق تواجد عدة أنواع من أسماك الباراكودا، بما في ذلك أسماك باراكودا الذيل الأصفر، متشابه مكانا وزمنيا)، على الرغم من ذلك، كلا أنواع أسماك الباراكودا؛ باراكودا الذيل الأصفر وباراكودا الخط الأصفر، شائع الوجود قبالة ساحل ليبيا.

## علم الأحياء
تتحشد مجموعات من أسماك باراكودا الذيل الأصفر خلال اليوم في المناطق التي يتواجد بها بحيرات شاطئة، وتتواجد أيضا في منحدرات الحيد البحري؛ الداخلية والخارجية ومن الممكن أن تعتبر هذه الأسماك مفترس ليلي (أي تقوم بالافتراس في أوقات الليل)، حيث تقوم بافتراس الأسماك واللافقاريات الكبيرة الحجم. بيض هذه الأسماك وصغارها الحديثة الولادة تتغذى على العوالق، بينما يحتمي السمك اليانع من هذه الأسماك، الذي لم يكتمل البلوغ كليا، في المياه الساحلية التي تعتبر محمية جدا وبالتالي توفر الحماية له. تعيش أسماك باراكودا الذيل الأصفر البالغة إلى عمر ستة أعوام كحد أقصى. في أستراليا، تم اكتشاف أن أسماك باراكودا الذيل الأصفر تعتبر أسماك مضيفة للديدان الشريطية الطفيلية من نوع (الاسم العلمي: Floriceps minacanthus)  بينما تم العثور على طفيليات من نوع طفيلي خارجي الذي ينتمي لفصيلة أحادية العائل، (الاسم العلمي: Diplectanum cazauxi)، على خياشيم العديد من أنواع أسماك الباراكودا، بما في ذلك أنواع أسماك باراكودا الذيل الأصفر. بالإضافة إلى طفيلي آخر من أنواع الطفيليات الخارجية، المعروف عنه أنه يتطفل على هذا النوع من أسماك الباراكودا هو نوع من أنواع مجذافيات الأرجل يسمى (الاسم العلمي: Caligus inopinatus). 

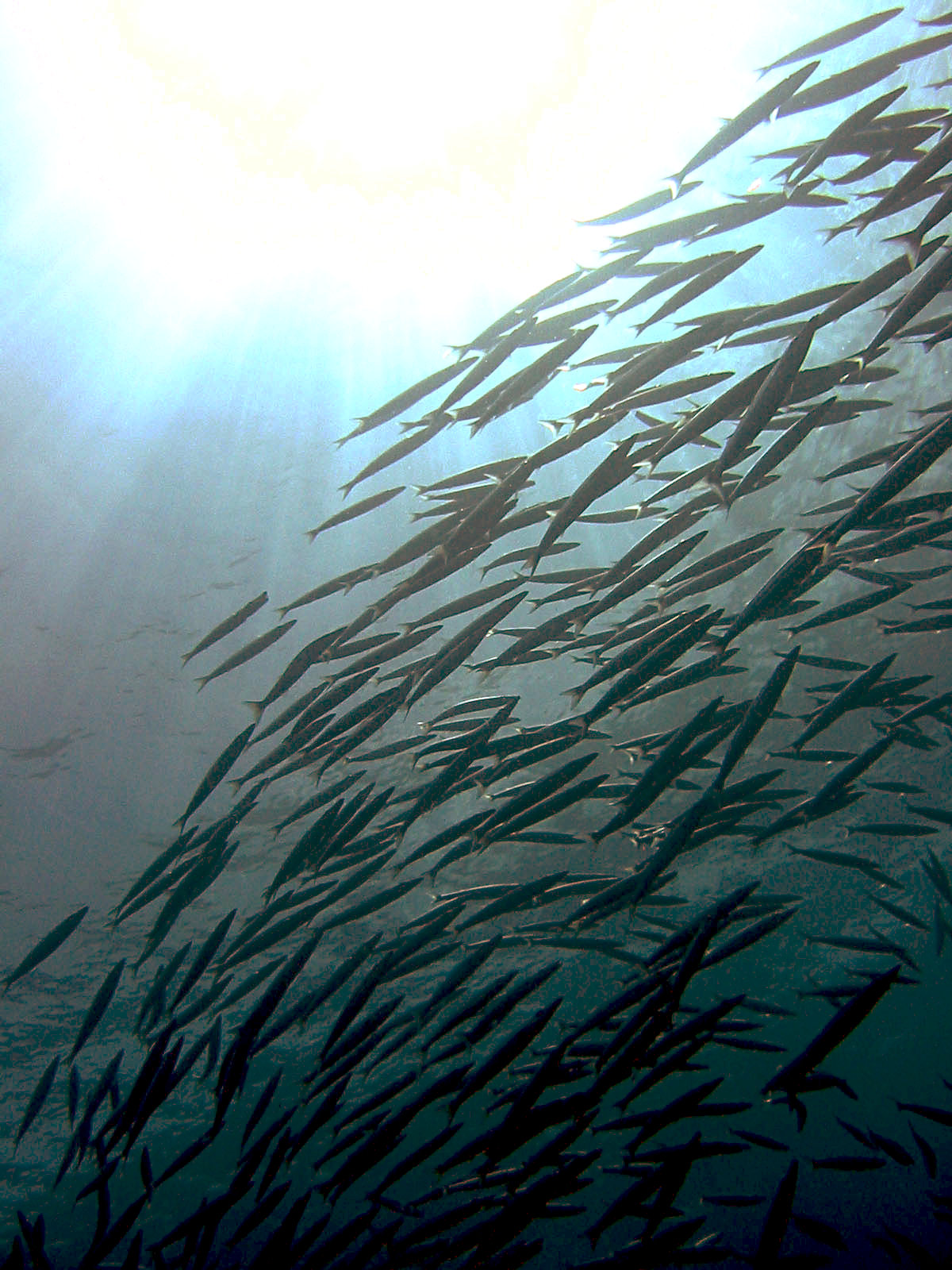
مجموعة متحشدة من صغار باراكودا الذيل الأصفر، في مياه دهب

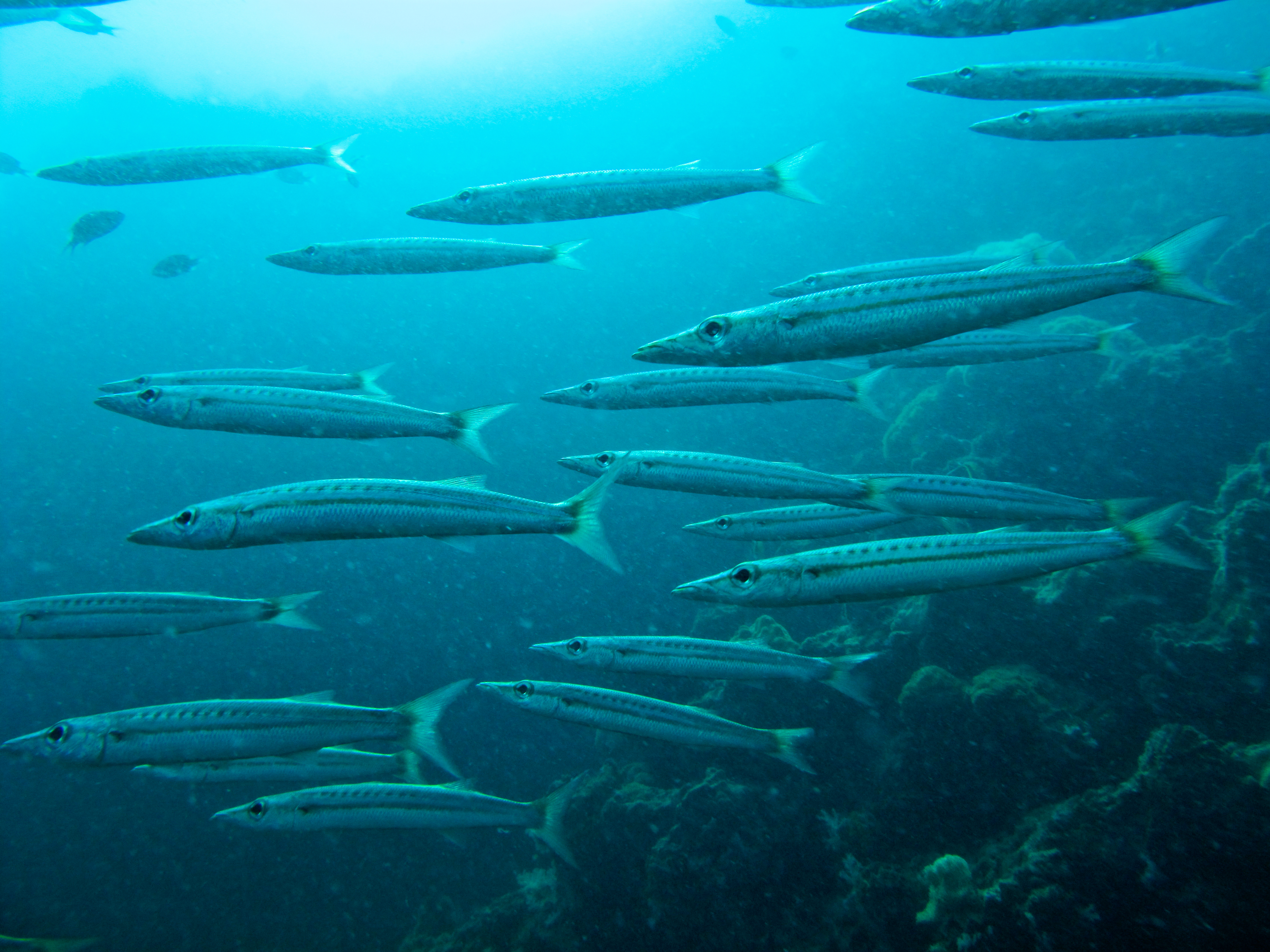
باراكودا الذيل الاصفر